# Gołasze-Puszcza
Gołasze-Puszcza – wieś sołecka w Polsce położona w województwie podlaskim, w powiecie wysokomazowieckim, w gminie Wysokie Mazowieckie.
W latach 1975–1998 miejscowość administracyjnie należała do województwa łomżyńskiego.
Wierni kościoła rzymskokatolickiego należą do parafii św. Bartłomieja Apostoła w Kuleszach Kościelnych do parafii św. Jana Chrzciciela w Wysokiem Mazowieckiem.

## Historia
Wzmiankowane w dokumentach z roku 1471 i 1493.
Słownik geograficzny Królestwa Polskiego i innych krajów słowiańskich wymienia Gołasze jako starodawne gniazdo szlacheckie w powiecie mazowieckim, gmina Wysokie Mazowieckie, parafia Kulesze.
Urodzeni w Gołaszach:
- Antoni Gołaszewski, biskup przemyski od 1786.
- Jan Gołaszewski, biskup wigierski od 1805.

W roku 1827 Gołasze-Puszcza liczyły 51 domów i 272 mieszkańców.
W roku 1921 we wsi naliczono 55 budynków z przeznaczeniem mieszkalnym oraz 298 mieszkańców (138 mężczyzn i 160 kobiet). Wszyscy zgłosili narodowość polską i wyznanie rzymskokatolickie.
We wrześniu 1939 żołnierze Wehrmachtu zamordowali dwóch mieszkańców wsi i spalili jedno gospodarstwo.

## Komunikacja
Przez wieś przebiegają dwie drogi powiatowe: 2051B i 2052B, wyprowadzające ruch do drogi wojewódzkiej nr 671 oraz dróg krajowych 8 i 66. 

Najbliższe miasto to Wysokie Mazowieckie (4 km). 

Najbliższa stacja kolejowa znajduje się w Szepietowie (ok. 12 km), skąd odjeżdżają pociągi w kierunkach Warszawy i Białegostoku.

## Oświata
W miejscowości znajduje się Szkoła Podstawowa.
Otwarcie Szkoły w Gołaszach-Puszczy: "Piękny , słoneczny poranek 11 listopada 1934 roku zgromadził prawie całą wieś około nowo pobudowanego budynku szkolnego, który na tle lasu i opodal rozrzuconych chat wiejskich wygląda wspaniale i okazale. Wejście od bramy do szkoły przybrano wieńcami z zieleni i chorągiewkami o barwach narodowych, wszak to dziś uroczystość poświęcenia szkoły. Z lewej strony ustawiła się orkiestra, a obok niej oddział miejscowej Straży Pożarnej, z prawej zaś dziatwa szkolna i rodzice. Za chwilę słychać warkot motoru nadjeżdżającego auta. Wysiadają: delegat pana wojewody, p. radca Łaszkiewicz i p. starosta dr. Raczyński. Orkiestra gra „Pierwszą Brygadę”. Przybyłych przedstawicieli władz wita kier. szkoły p. Wnorowski, poczem wszyscy udają się do budynku szkolnego. Aktu poświęcenia dokonał ks. prałat Złotkowski z Kulesz Kościelnych. Zabiera głos p. starosta i, nawiązując do uroczystej chwili, przemawia do rozumu i serc licznie zebranych. Ks. prałat Złotkowski sławi wysiłki ludności i komitetu budowy, oddając zasłużone pochwały działaczce sportowej p. Janinie Bańkowskiej i kierownikowi szkoły p. Wnorowskiemu, którzy nie szczędzili trudu i pracy przy budowie szkoły. Inżynier Ejsenberg udziela wyjaśnień, dotyczących technicznej strony robót i kosztów budowy szkoły, poczem p. Wnorowski  dziękuje wszystkim  obecnym za wzięcie udziału w uroczystościach. Następnie dziatwa szkolna odśpiewała hymn narodowy, pierwszą brygadę i kilka pieśni legionowych, jeden z uczniów wygłosił bardzo ładne przemówienie z racji obchodów „Święta Narodowego” a dziewczynki wyrecytowały kilka wierszy na cześć Marszałka Piłsudskiego. Miejscowe Koło Młodzieży Wiejskiej odśpiewało również kilka pieśni ludowych i legionowych".

## Obiekty zabytkowe
- kapliczka przydrożna, 1895 r.
- dom drewniany nr 32, ok. 1920 r.
- mogiła zbiorowa ludności cywilnej z czasów II wojny światowej[15] (pochowanych jest w niej 15 osób)[16].

## Współcześnie
Mieszkańcy zajmują się hodowlą wysokomlecznych krów, gęsi i kur.
We wsi znajduje się zlewnia mleka, obsługiwana przez pobliską spółdzielnię mleczarską Mlekovita.